# Abel Mabaso
Abel Ntuthuko Mabaso (sinh ngày 15 tháng 5 năm 1991, ở Durban, KwaZulu-Natal) là một hậu vệ bóng đá người Nam Phi thi đấu cho câu lạc bộ Premier Soccer League Chippa United FC.